# 명탐정 코난: 탐정들의 진혼가
《명탐정 코난: 탐정들의 진혼가》(일본어: 探偵たちの鎮魂歌(レクイエム 단테이타치노 레퀴엠[*])은 명탐정 코난의 10번째 극장판으로서, 일본에서 지난 2006년 4월 15일 개봉된 애니메이션 영화이다. 상영시간은 111분이며 흥행수입은 약 30억 엔이다. 대한민국에서는 2014년 2월 13일에 개봉되었다. 대한민국에서 10번째로 극장 개봉한 작품이다.

## 시놉시스
수수께끼의 의뢰인으로부터 초대받아 미라클 랜드를 방문한 코난 일행. 의뢰인은 제한된 12시간 내 자신이 의뢰한 사건을 해결하지 못하면, 코난과 유명한 탐정뿐만 아니라 미란과 장미 그리고 어린이 탐정단의 손목에 찬 미라클 랜드 프리패스 ID에 설치된 폭탄이 폭발할 것이라 위협한다. 부산의 고등학교 탐정 ‘하인성’과 괴도키드를 쫓는 원조 고등학생 탐정 ‘백준수’ 역시 코난과 똑같은 의뢰에 인질이 잡혀있는 상황. 코난과 함께 사건에 도전하는 탐정들은 여기에 ‘괴도 키드’ 역시 연루되어있다는 사실을 알게 되는데.. 시시각각으로 제한시간인 밤 10시는 다가오고, 정체를 알 수 없는 괴한들의 습격이 계속된다!! 코난과 탐정들 그리고 괴도 키드는 과연 수수께끼를 풀고 사상 최악의 위기에서 벗어날 수 있을 것인가!?

네이버 영화

## 줄거리
모리 코고로 (유명한)는 사건 의뢰로 코난과 모리 란 (유미란), 하이바라 (홍장미), 소년 탐정단 (어린이 탐정단) 총 6명과 동반으로 테마파크 '미라클 랜드' 앞에 자리하고 있는, '레드 캐슬 호텔'로 향했다.
호텔에서는 의뢰인이 연간 계약으로 빌리는 스위트 룸으로 안내되고, 그 방에는 누구라도 알만한 방과 디자인이 어울리지 않는 의자가 설치되어 있었는데 그 곳에 코난 일행은 앉게 된다. 코난은 이 의자의 손을 두는 부분에 위화감을 갖는데. 한편 비서인 타카다(전기수)는 코난 일행 모두에게 '미라클 랜드'의 손목시계형 프리패스 ID를 준다. 그런데 모리 코고로 (유명한) 뿐 아니라, 코난까지 방에 있어 달라고 한다. 그리고 방의 모니터에 얼굴이 가려진 채 의뢰인의 모습이 나온다. 그리고 이 아이디를 풀거나, 경찰에게 가면 폭발하게 된다는 것을 알고, 반강제로 이 사건에 참여하게 된다. 그리고 의뢰인은 사건에 대한 단서 하나를 주고, 아무런 정보도 주지 않은 채 '오늘 밤 10시까지 이 사건의 범인을 찾지 못하면 ID를 폭발하겠다'라는 말을 남긴 채 둘은 사건 조사를 시작하게 된다.

## 배경

### 요코하마 놀이 동산

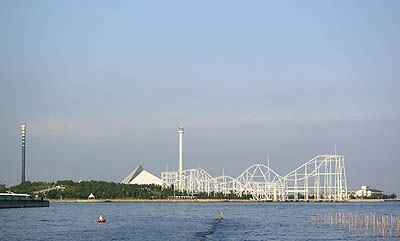
핫케이지마 시 파라다이스 놀이동산

- 미라클 랜드 : 요코하마에 위치한 '핫케이지마 시 파라다이스' 놀이동산.

- 장소 : 야마시타 부두 위치
- 슈퍼 스네이크 : '핫케이지마 시 파라다이스'에 실존하는 놀이동산 '서프 코스터'
- 관람차 : 코스모크롯크 21

### 요코하마 해양 대학
- 요코하마 해양 대학 : 요코하마 국립대학

- 그 외 마차길이나 미나토 미라이 등 요코하마시에 실존하는 장소가 배경인 경우가 있다.

## 등장인물

### 메인 캐릭터
- 에도가와 코난 (코난)
- 쿠도 신이치 (남도일)
- 모리 코고로 (유명한)
- 핫토리 헤이지 (하인성)
- 하쿠바 사구루 (백준수)

### 주조연 캐릭터
- 모리 란 (유미란)
- 토야마 카즈하 (서가영)
- 스즈키 소노코 (정보라)
- 괴도키드 (고희도)[2]
- 코지마 겐타 (고뭉치)
- 츠부라야 미츠히코 (박세모)
- 요시다 아유미 (한아름)
- 하이바라 아이 (홍장미)[3]
- 아가사 박사 (브라운 박사)
- 키사키 에리 (노애리)
- 메구레 쥬죠 (골롬보 반장)
- 나카모리 긴죠 (임은삼 반장)
- 요코미조 쥬고 (천범기 반장)
- 핫토리 헤이조 (하평무 청장)
- 토야마 긴시로 (서원상 반장)
- 오오타키 고로 (김대용 반장)
- 시라토리 닌자부로 (백동훈 형사)
- 사토 미와코 (오지인 형사)
- 타카기 와타루 (신형선 형사)
- 치바 형사 (이명수 형사)

### 오리지널 캐릭터
이토 스에히코(伊東末彦) (채동민)
성우 - (후루야 토오루(古谷徹))(김기흥)

시미즈 레이코(清水麗子) (정나미)
성우 - (히라노 후미(平野文))(김보영)

미야마 소우이치로(深山総一郎) (심정태)
성우 - (노지마 아키오(野島昭生))(현경수)
미야마 상사(한국판 : 심정 미술관)의 사장(한국판 : 관장)
니시오 마사하루(西尾 正治) (서정치)
성우 - 없음
파 이스트 오피스 영업부장. 누군가에게 라이플로 저격당해 살해당했다.
모기 하루후미(茂木 遥史) (신문기)
성우　‐　없음
의뢰인이 모리 코고로 (유명한)와 같은 사건 조사를 의뢰한 탐정. 원작, 애니메이션에서는 황혼의 관 사건에 등장했다. 이번 작품에서는 이름과 모습만 등장.
소다 이쿠미(槍田 郁美) (전유미)
성우　‐　없음
의뢰인이 코고로와 같은 사건 조사를 의뢰한 전 검시관 탐정. 원작, 애니메이션에서는 황혼의 관 사건에 등장했다. 모기와 마찬가지로 이름과 모습만 등장.
카즈(カズ)
성우 - 이와타 미츠오
무너진 호텔에 살고 있었던 노숙자 남성.
철거될 예정이라 이사를 생각하고 있었다。코난과 코고로가 둘이서 폐업한 호텔에 나타난 걸 보고 자신의 동료라고 생각했다.
점쟁이
성우 - 스기야마 가즈코
며칠 전에 일어난 어느 사건의 목격자. 수사중의 코난과 헤이지에게 불길한 충고를 하지만 그녀의 점은 어떤 의미에선 적중했다.
오오노(大野)
성우 - 오노사카 마사야
미라클 랜드 안에서 여자에게 소매치기를 하던 남자. 상당히 센 남자로, 란의 가라테 기술 및 카즈하의 업어치키, 사토의 저먼 수플렉스를 다 받았음에도 불구하고 잡히고 난 뒤에도 멀쩡한 얼굴로 분해하고 있었다.
경관
성우 - 오사와 아리마사< ref>나오키상 수상 작가. 오사와는 이 해인 2006년 5월 20일에 토크쇼 자리에서 이 작품에 참가한 일에 대해 언급했다. "처음 (출연했던 것은) 2채널에서 화제가 되었다" "예전에 성우를 목표로 했었기 때문에 그만큼 이번 일에는 전력을 기울였다" "그림이 완성되지 않아서 후시 녹음에는 고생했다" 등의 내용을 이야기했다</ref>
코난과 코고로 (유명한)가 길을 물어보았던 자전거를 탄 순경.
다케시(武), 유우(優)
성우 - 유사 코지、한바 도모에
요코하마 해양 대학 범죄연구회의 남녀.

## 주제가
'변함없는 단 하나'
- 노래 : B'z
- 작사 : 이나바 코우시
- 작곡 : 마츠모토 타카히로
- 편곡 : 마츠모토 타카히로, 이나바 코우시, 토쿠나가 아키히토

## 명탐정 코난 '탐정들의 진혼가' 제작위원회
- 소학관
- 요미우리 TV
- 니혼테레비
- 소학관 프로덕션
- 토호 주식회사
- 톰스 엔터테이먼트